# Медаль Серебряного юбилея короля Георга V
Медаль Серебряного юбилея короля Георга V — юбилейная медаль Великобритании и её доминионов, выпущенная в ознаменование 25-летия восшествия на трон короля Великобритании Георга V и его супруги, королевы Марии.

## История
Юбилейная медаль по случаю 25-летия восшествия на трон короля Георга V была учреждена 6 мая 1935 года с целью вручения членам королевской семьи и избранным государственным должностным лицам, служащим и слугам королевского двора, министрам, правительственным чиновникам, мэрам городов, чиновникам и должностным лицам местных органов власти, военнослужащим вооружённых сил, военно-морского флота и военно-воздушных сил, полиции в Великобритании, её колониях и доминионах.
До 1977 года существовала практика распределения коронационных и юбилейных медалей исходя из пропорциональности для каждой из стран Содружества и королевских зависимых территорий. При этом определение кандидатов для вручения медалей оставалось на усмотрение органов местного самоуправления.
Всего было присуждено 85 234 медалей, том числе:
- 6500 австралийцам;
- 7500 канадцам;
- 1500 новозеландцам.

## Описание

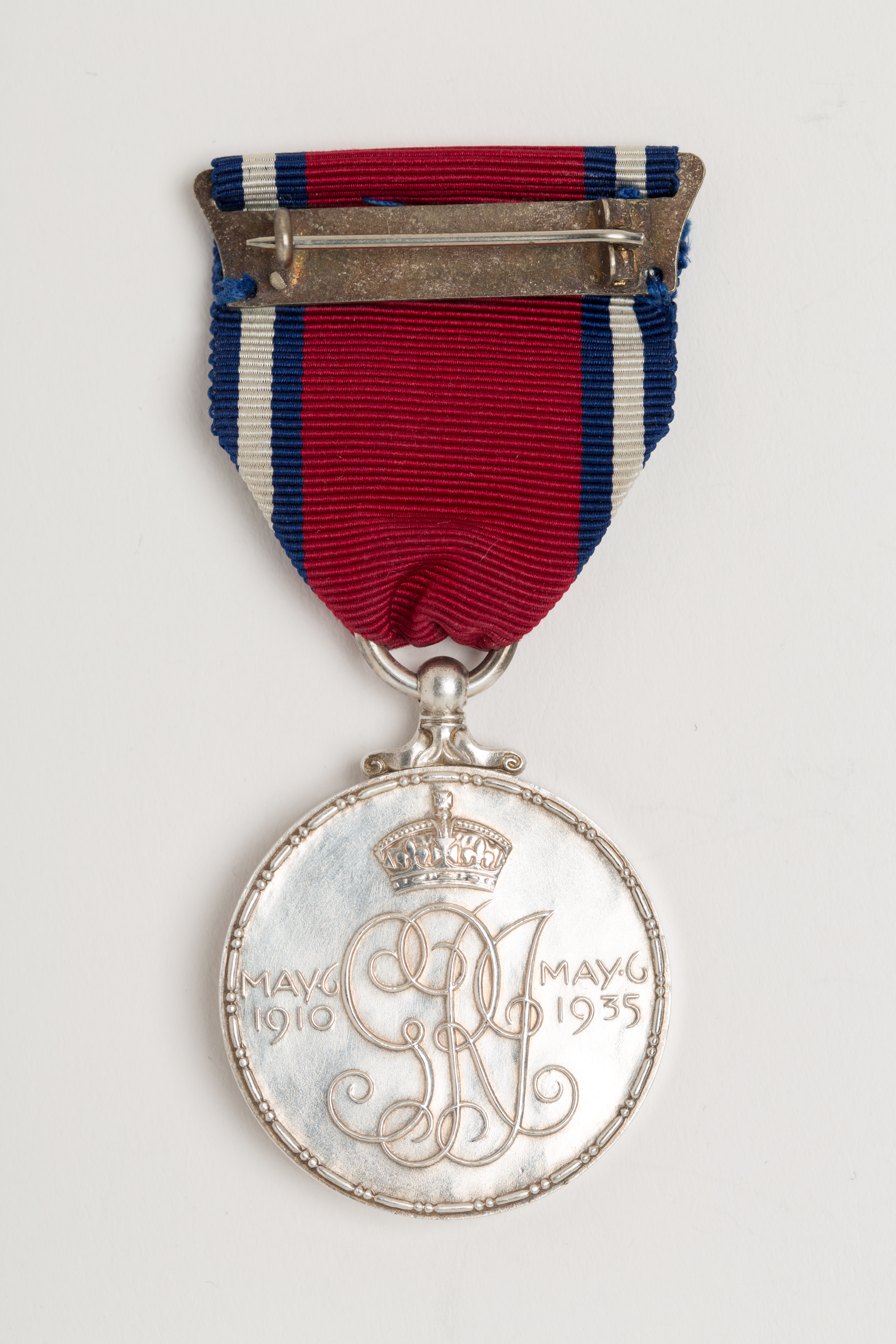
Реверс медали

Серебряная круглая медаль 1,25 дюйма в диаметре. На аверсе погрудные профильные портреты короля Георга V и королевы Марии, в коронах на голове, в королевских одеяниях. Выше по краю легенда: «GEORGE • V • AND • QUEEN • MARY • MAY • VI • MCMXXXV» (Георг V и королева Мария Май 6 1935).
Реверс в центре несёт королевскую монограмму «GRI» под королевской короной, по сторонам от которой надписи в две строки: «MAY • 6 / 1910» и «MAY • 6 / 1935».
 Медаль при помощи кольца крепится к шёлковой муаровой ленте пурпурного цвета с широкими синими полосками по краям, обременённых белой полоской по центру.